# Laura Dunn (remera)
Laura Dunn (10 de noviembre de 1987) es una deportista australiana que compitió en remo. Ganó una medalla de plata en el Campeonato Mundial de Remo de 2014, en la prueba de cuatro scull ligero.

## Palmarés internacional
| Campeonato Mundial | Campeonato Mundial       | Campeonato Mundial | Campeonato Mundial  |
| Año                | Lugar                    | Medalla            | Prueba              |
| ------------------ | ------------------------ | ------------------ | ------------------- |
| 2014               | Ámsterdam (Países Bajos) | Medalla de plata   | Cuatro scull ligero |